# Darko Kovačević
Darko Kovačević (Servisch: Дарко Ковачевић) (Kovin, 18 november 1973) is een voormalig Servisch voetballer, die speelde als aanvaller.

## Clubcarrière
Kovačević was een trefzekere aanvalsleider en speelde bij Proleter Zrenjanin, Rode Ster Belgrado, Sheffield Wednesday, Juventus, Lazio Roma en Real Sociedad. Sinds 2007 speelde hij voor Olympiakos Piraeus. Hij heeft daar voor een jaar getekend. Kovačević stopte in mei 2009 met voetballen door hartproblemen.

## Interlandcarrière
Onder leiding van bondscoach Slobodan Santrač maakte Kovačević zijn debuut voor het Joegoslavisch voetbalelftal op 27 december 1994 in de vriendschappelijke wedstrijd tegen Argentinië. Hij viel in dat duel na 74 minuten in voor Predrag Mijatović. Joegoslavië verloor de wedstrijd met 1-0 door een treffer van Ariel Ortega in de 21ste minuut. Kovačević speelde in totaal 58 interlands en scoorde tien keer.